# Luis Amaya (futbolista)
Luis Amaya (nacido el 3 de abril de 1913) fue un futbolista argentino. Se desempeñaba como entreala izquierda y su primer club fue Rosario Central.

## Carrera
Su debut se produjo el 11 de abril de 1937, en un encuentro ante Argentino de Rosario, por el Torneo Gobernador Luciano Molinas. El cotejo terminó con derrota canalla 2-1, y Amaya marcó el gol centralista. Igualmente dicho torneo terminaría con la coronación auriazul. Repitió dicho logró en 1938, mientras que jugó los primeros partidos del Campeonato de Primera División 1939 de AFA, el primero que Central pudo disputar. La segunda ronda de dicho torneo la jugó en Ferro Carril Oeste.

## Clubes
| Club               | País      | Año       |
| ------------------ | --------- | --------- |
| Rosario Central    | Argentina | 1937-1939 |
| Ferro Carril Oeste | Argentina | 1939      |

### Estadísticas en Rosario Central
| Torneo                                     | PJ | Goles |
| ------------------------------------------ | -- | ----- |
| Torneo Molinas 1937                        | 5  | 5     |
| Torneo Molinas 1938                        | 1  | 1     |
| Copa Ibarguren 1938                        | 1  | 0     |
| Campeonato de Primera División 1939 de AFA | 4  | 0     |

## Palmarés
| Equipo          | Liga     | País      | Título         | Año  |
| --------------- | -------- | --------- | -------------- | ---- |
| Rosario Central | Rosarina | Argentina | Torneo Molinas | 1937 |
| Rosario Central | Rosarina | Argentina | Torneo Molinas | 1938 |